# Vålerenga Trolls
I Vålerenga Trolls sono una squadra di football americano, di Oslo, in Norvegia; fanno parte della polisportiva Vålerengens IF.

## Storia
La squadra è stata fondata nel 1983 come Oslo Killer Bees, diventando poi Oslo Trolls, e ha assunto il nome attuale nel 1993; ha vinto 10 volte il titolo nazionale, 7 volte il titolo Under-19 e 4 volte il titolo Under-16.

## Dettaglio stagioni

### Tornei nazionali

#### Campionato

##### 1. Divisjon/Eliteserien
| Stagione | regular season | regular season | regular season | regular season | regular season | regular season | playoff | playoff | playoff | playoff | playoff | playoff    | playoff              |
|          | Vin            | Par            | Per            | Tot            | PF             | PS             | Vin     | Per     | Tot     | PF      | PS      | risultato  | avversaria           |
| -------- | -------------- | -------------- | -------------- | -------------- | -------------- | -------------- | ------- | ------- | ------- | ------- | ------- | ---------- | -------------------- |
| 1993     | 7              | 0              | 1              | 8              | 343            | 80             | 2       | 0       | 2       | 97      | 26      | Campioni   | Oslo Vikings         |
| 1999     | 2              | 0              | 4              | 6              | 42             | 201            | 0       | 1       | 1       | 6       | 23      | Semifinale | Eidsvoll 1814's      |
| 2000     | 1              | 0              | 5              | 6              | 60             | 245            | -       | -       | -       | -       | -       | -          | -                    |
| 2001     | 2              | 0              | 4              | 6              | 21+?           | 22+?           | 0       | 1       | 1       | 13      | 42      | Semifinale | Oslo Vikings         |
| 2009     | 0              | 0              | 6              | 6              | 37             | 176            | -       | -       | -       | -       | -       | -          | -                    |
| 2010     | 3              | 0              | 5              | 8              | 167            | 186            | 0       | 1       | 1       | 12      | 42      | Semifinale | Oslo Vikings         |
| 2011     | 7              | 0              | 1              | 8              | 214            | 118            | 0       | 1       | 1       | 21      | 40      | Semifinale | Eidsvoll 1814's      |
| 2012     | 1              | 0              | 5              | 6              | 88             | 175            | -       | -       | -       | -       | -       | -          | -                    |
| 2014     | 2              | 0              | 5              | 7              | 127            | 212            | -       | -       | -       | -       | -       | -          | -                    |
| 2015     | 1              | 0              | 6              | 7              | 116            | 235            | -       | -       | -       | -       | -       | -          | -                    |
| 2016     | 1              | 0              | 5              | 6              | 53             | 175            | 1       | 1       | 2       | 40      | 42      | Semifinale | Oslo Vikings         |
| 2017     | 1              | 0              | 5              | 6              | 95             | 171            | 0       | 1       | 1       | 32      | 39      | Semifinale | Oslo Vikings         |
| 2018     | 2              | 0              | 4              | 6              | 118            | 166            | 1       | 1       | 2       | 86      | 58      | Semifinale | Åsane Seahawks       |
| 2019     | 1              | 0              | 5              | 6              | 77             | 212            | 0       | 1       | 1       | 34      | 63      | Wild Card  | Sarpsborg Olavs Menn |
| 2021     | 0              | 0              | 6              | 6              | 29             | 230            | -       | -       | -       | -       | -       | -          | -                    |
| Totale   | 31             | 0              | 67             | 98             | 1487+?         | 2604+?         | 4       | 8       | 12      | 341     | 375     |            |                      |

Fonti: Enciclopedia del Football - A cura di Roberto Mezzetti

##### Dameserien
| Stagione | regular season | regular season | regular season | regular season | regular season | regular season | playoff | playoff | playoff | playoff | playoff | playoff     | playoff                 |
|          | Vin            | Par            | Per            | Tot            | PF             | PS             | Vin     | Per     | Tot     | PF      | PS      | risultato   | avversaria              |
| -------- | -------------- | -------------- | -------------- | -------------- | -------------- | -------------- | ------- | ------- | ------- | ------- | ------- | ----------- | ----------------------- |
| 2015     | 2              | 0              | 1              | 3              | 58             | 16             | 1       | 0       | 1       | 18      | 0       | Campionesse | Kristiansand Gladiators |
| 2016     | 3              | 0              | 0              | 3              | 106            | 20             | 1       | 0       | 1       | 21      | 6       | Campionesse | Kristiansand Gladiators |
| 2017     | 2              | 0              | 0              | 2              | 59             | 28             | -       | -       | -       | -       | -       | Campionesse |                         |
| Totale   | 7              | 0              | 1              | 8              | 223            | 64             | 2       | 0       | 2       | 39      | 6       |             |                         |

Fonti: Enciclopedia del Football - A cura di Roberto Mezzetti

##### 2. Divisjon (secondo livello)
| Stagione | regular season | regular season | regular season | regular season | regular season | regular season | playoff | playoff | playoff | playoff | playoff | playoff     | playoff          |
|          | Vin            | Par            | Per            | Tot            | PF             | PS             | Vin     | Per     | Tot     | PF      | PS      | risultato   | avversaria       |
| -------- | -------------- | -------------- | -------------- | -------------- | -------------- | -------------- | ------- | ------- | ------- | ------- | ------- | ----------- | ---------------- |
| 2012     | 2              | 0              | 0              | 2              | 118            | 18             | -       | -       | -       | -       | -       | Campioni    | Tønsberg Raiders |
| 2013     | 4              | 0              | 0              | 4              | 280            | 33             | -       | -       | -       | -       | -       | Campioni    | -                |
| 2015     | 4              | 0              | 1              | 5              | 188            | 92             | 1       | 0       | 1       | 59      | 20      | Terzo posto | Bergen Storm     |
| Totale   | 10             | 0              | 1              | 11             | 586            | 143            | 1       | 0       | 1       | 59      | 20      |             |                  |

Fonti: Enciclopedia del Football - A cura di Roberto Mezzetti

##### 2. divisjon (terzo livello)
| Stagione | regular season | regular season | regular season | regular season | regular season | regular season | playoff | playoff | playoff | playoff | playoff | playoff   | playoff    |
|          | Vin            | Par            | Per            | Tot            | PF             | PS             | Vin     | Per     | Tot     | PF      | PS      | risultato | avversaria |
| -------- | -------------- | -------------- | -------------- | -------------- | -------------- | -------------- | ------- | ------- | ------- | ------- | ------- | --------- | ---------- |
| 2016     | 2              | 0              | 4              | 6              | 147            | 165            | -       | -       | -       | -       | -       | -         | -          |
| 2017     | 6              | 0              | 0              | 6              | 180            | 25             | -       | -       | -       | -       | -       | Campioni  | -          |
| Totale   | 8              | 0              | 4              | 12             | 327            | 190            | -       | -       | -       | -       | -       |           |            |

Fonti: Enciclopedia del Football - A cura di Roberto Mezzetti

### Tornei internazionali

#### Euro Cup
| Stagione | regular season | regular season | regular season | regular season | regular season | regular season | playoff | playoff | playoff | playoff | playoff | playoff   | playoff    |
|          | Vin            | Par            | Per            | Tot            | PF             | PS             | Vin     | Per     | Tot     | PF      | PS      | risultato | avversaria |
| -------- | -------------- | -------------- | -------------- | -------------- | -------------- | -------------- | ------- | ------- | ------- | ------- | ------- | --------- | ---------- |
| 1996     | 1              | 0              | 2              | 3              | 74             | 78             | -       | -       | -       | -       | -       | -         | -          |
| 1998     | 2              | 0              | 1              | 3              | 80             | 83             | -       | -       | -       | -       | -       | -         | -          |
| Totale   | 3              | 0              | 3              | 6              | 154            | 161            | -       | -       | -       | -       | -       |           |            |

Fonti: Sito Eurobowl.info Archiviato il 19 ottobre 2017 in Internet Archive.

### Riepilogo fasi finali disputate
| Anno            | Luogo | Evento      | Fase del torneo      | Incontro                                   | Risultato |
| 3 luglio 1993   |       | 1. divisjon | NM Finale            | Oslo Trolls - Oslo Vikings                 | 60 - 19   |
| 21 agosto 1999  |       | 1. divisjon | Semifinale           | Eidsvoll 1814's - Vålerenga Trolls         | 23 - 6    |
| 2001            |       | 1. divisjon | Semifinale           | Oslo Vikings - Vålerenga Trolls            | 42 - 13   |
| 27 giugno 2010  |       | 1. divisjon | Semifinale           | Oslo Vikings - Vålerenga Trolls            | 42 - 12   |
| 2 luglio 2011   |       | 1. divisjon | Semifinale           | Vålerenga Trolls - Eidsvoll 1814's         | 21 - 40   |
| 4 luglio 2015   |       | 2. divisjon | Finale 3º - 4º posto | Bergen Storm - Vålerenga Trolls 2          | 20 - 59   |
| 31 ottobre 2015 |       | Dameserien  | Finale               | Kristiansand Gladiators - Vålerenga Trolls | 0 - 18    |
| 26 giugno 2016  | Oslo  | Eliteserien | Semifinale           | Oslo Vikings - Vålerenga Trolls            | 35 - 14   |
| 22 ottobre 2016 |       | Dameserien  | Finale               | Vålerenga Trolls - Kristiansand Gladiators | 21 - 6    |
| 2 luglio 2017   | Oslo  | Eliteserien | Semifinale           | Oslo Vikings - Vålerenga Trolls            | 39 - 32   |
| 30 giugno 2018  | Åsane | Eliteserien | Semifinale           | Åsane Seahawks - Vålerenga Trolls          | 24 - 10   |
| 23 giugno 2019  | Oslo  | Eliteserien | Wild Card            | Vålerenga Trolls - Sarpsborg Olavs Menn    | 34 - 63   |

## Palmarès
- 10 Campionati norvegesi (1986-1989, 1993-1997, 2003)
- 3 Campionati norvegesi femminili (2015, 2016, 2017)
- 2 Campionati norvegesi di secondo livello (2012[1], 2013)
- 1 Campionato norvegese di terzo livello (2017[1])
- 7 Campionati norvegesi Under-19 (1996, 1997, 1999-2001, 2009, 2011, 2013, 2014)
- 4 Campionati norvegesi Under-16 (2003, 2004, 2008, 2011)